# Ӧ
Ӧ es una letra del alfabeto cirílico, usada en las lenguas kurda, khakas, mari, udmurta y komi. No debe confundirse con la letra latina Ö.